# 武理堪
武理堪，瓜尔佳氏，正白旗满洲人，清朝初年将领。
武理堪世居义屯，努尔哈赤攻打哈达时归附。明神宗万历二十一年（1593年），叶赫贝勒布寨联合哈达、乌拉、辉发、科尔沁、席北、封尔察、朱舍里、讷殷等九部联军进攻建州。武理堪奉命侦查，得知联军三万人将夜渡沙济岭进军，于是回来报告报，努尔哈赤率兵破诸路军，布寨被吴谈所杀。后金天命四年（1619年），随军击败明朝经略杨镐向赫图阿拉（今辽宁省新宾县境）的四路进攻。他率二十骑至呼兰山，杀死明兵四十人，获马五十，明军自相践踏而死千余人。努尔哈赤初定满洲旗制，武理堪为牛录额真（佐领），每有征伐，出任前锋统领。其二子吳拜、蘇拜。